# Ginsburgellus novemlineatus
A Ginsburgellus novemlineatus a csontos halak (Osteichthyes) főosztályának a sugarasúszójú halak (Actinopterygii) osztályába, ezen belül a sügéralakúak (Perciformes) rendjébe, a gébfélék (Gobiidae) családjába és a Gobiinae alcsaládjába tartozó faj.
Nemének egyetlen faja.

## Előfordulása
A Ginsburgellus novemlineatus előfordulási területe az Atlanti-óceán nyugati felén van. A Bahama-szigetektől és Puerto Ricótól kezdve, egészen Dél-Amerika északi részéig megtalálható.

## Megjelenése
Ez a gébféle legfeljebb 2,5 centiméter hosszú. Hátúszóján 7 tüske és 12 sugár látható, míg a farok alatti úszóján nincs tüske, de van 10 sugár.

## Életmódja
Trópusi és tengeri hal, amely a korallszirteken él. A tisztavizű, sekély részeket kedveli, ahol szoros kapcsolatban él az Echinometra lucunter nevű tengerisünnel. A hasán levő tapadókorongjával, rátapad a tengerisünre. Annak a tüskéi közül, csak a hal feje látszik ki. Veszély esetén, ez a gébféle még mélyebbre húzódik a tüskésbőrű tüskéi közé. Ha azonban az Echinometra lucuntert megfogja valami, akkor a Ginsburgellus novemlineatus villámsebesen elhagyja „gazdáját” és egy másik példánynál keres menedéket. Tápláléka a tengerisün „lábacskáira” ragadt törmelékek.

## Felhasználása
A városi akváriumok miatt, ennek a gébfélének van ipari mértékű halászata.